# Amt Karlstadt
Das (Ober-)Amt Karlstadt war ein Amt des Hochstifts Würzburg.

## Funktion
In der Frühen Neuzeit waren Ämter eine Ebene zwischen den Gemeinden und der Landesherrschaft. Die Funktionen von Verwaltung und Rechtsprechung waren hier nicht getrennt. Dem Amt stand ein Amtmann vor, der von der Landesherrschaft eingesetzt wurde. Das Amt Karlstadt wurde im 18. Jahrhundert als Oberamt bezeichnet. Dies war lediglich eine Bezeichnung; eine Überordnung über andere Ämter war damit nicht verbunden. Es war gleichzeitig Zentamt, also Hochgerichtsbezirk.

## Geschichte
Karlstadt war seit karolingischer Zeit würzburgisch.
Die Statistik des Hochstiftes Würzburg von 1699 nennt 2398 Untertanen in 1 Stadt, 19 Dörfern und 2 Höfen. Als jährliche Einnahmen des Hochstiftes aus dem Amt wurden abgeführt: Schatzung: 335 Reichstaler, 8¾ Batzen, Akzise und Ungeld: 1829 fl und Rauchpfund: 1281 Pfund.
Bis 1403 gehörten auch Unterleinach und Oberleinach zum Amt.
Nach dem Übergang an Kurpfalz-Bayern 1802 wurde das Amt aufgelöst und die Orte überwiegend dem Landgericht Karlstadt zugeordnet.

## Umfang
Am Ende des HRR umfasste das Amt folgende Orte: Stadt Karlstadt sowie die Ortschaften Duttenbrunn, Erlenbach, Gambach, Hausen, Himmelstadt, Karlburg, Laudenbach, Mühlbach, Retzbach, Rettersbach, Rohrbach und Wiesenfeld.

## Cent Karlstadt
Die Cent umfasste die Amtsorte außer Retzbach sowie Aschfeld, Bonnland, Eußenheim, Schönau, Steinbach, Urspringen, Halsbach, Heßlar, Hofstetten, Massenbuch, Stadelhofen und Stetten.
Das Zentgericht wurde unter freiem Himmel vor dem oberen Tor am Zentstuhl gehalten. Bei schlechtem Wetter wurde das Gericht in ein Wirtshaus verlegt. Für die Stadt und die Orte Mühlbach und Gambach war ein gesondertes Stadtgericht eingerichtet, welche aber nicht für Malefizsachen zuständig war. Der Stock befand sich auf dem Marktplatz, am Rathaus war ein Pranger angebracht. Die Lage des Galgens ist nicht bekannt.

## Cent Retzbach
Die Cent Retzbach oder Zent Retzbach war kein Hochgericht, sondern nur für bürgerliche Sachen wie fließende Wunden, Schmach, Schuld, unziemliche Bezichtigungen, Schlägereien, Steinverrücken und kleinere Delikte zuständig. In Strafsachen wurde das Gericht in Karlstadt gehalten. 1579 wurde Güntersleben von der Cent Arnstein abgetrennt und der Cent Retzbach zugeordnet.
Die Cent umfasste Retzbach, Zellingen, Oberleinach, Unterleinach, Erlabrunn, Veitshöchheim, Güntersleben, Thüngersheim, Retzstadt, Gäden, Höfe und Oberdürrbach
Das Gericht wurde bei gutem Wetter hinter und bei schlechtem Wetter im Rathaus Retzbach gehalten.

## Amtskellerei

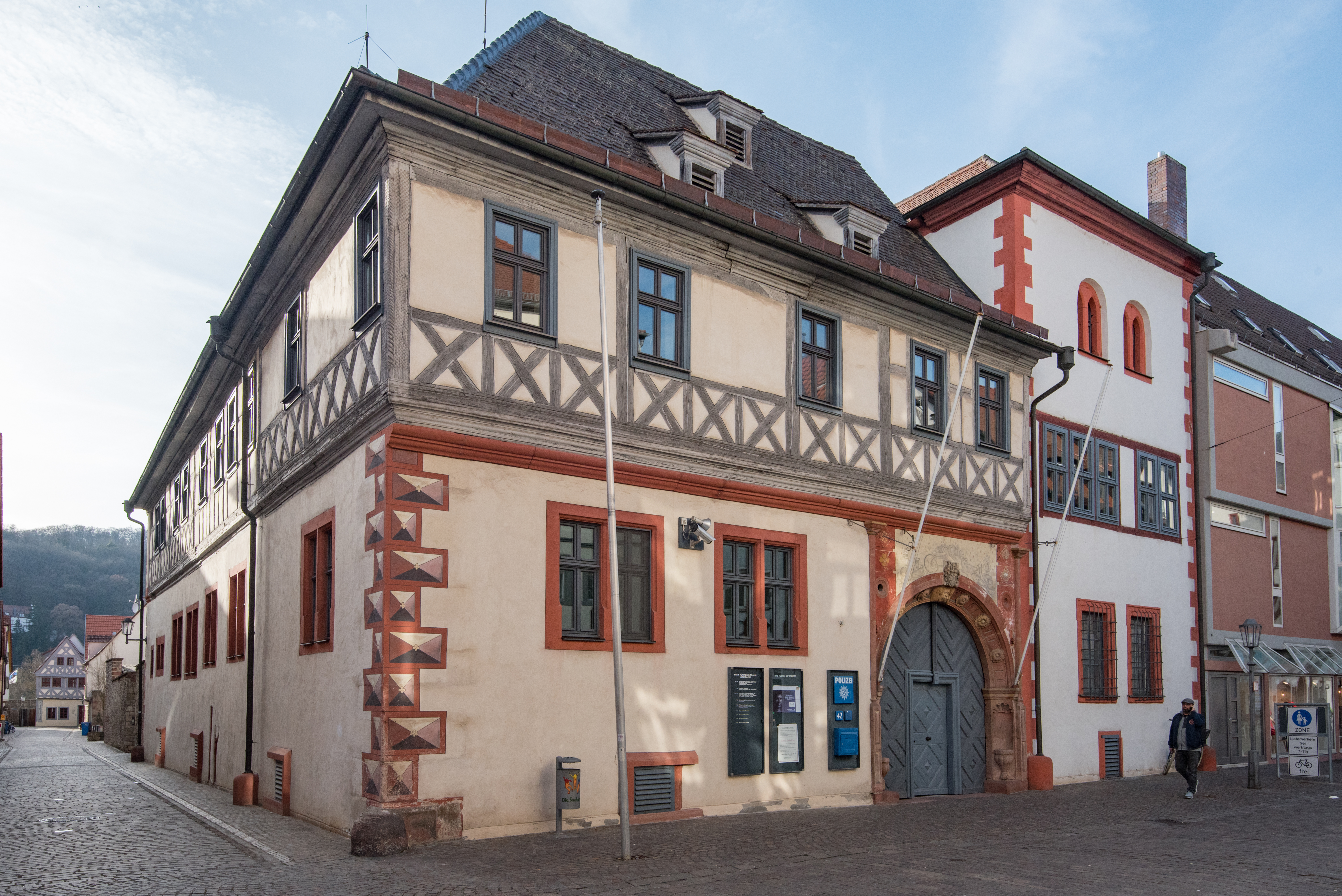
Amtskellerei

Die Amtskellerei (heutige Adresse: Hauptstraße 42) war ursprünglich Wohnturm, dann Amtskellerei. Es handelt sich um einen dreigeschossigen Wohnturm mit Walmdach sowie Putzmauerwerk mit spitzbogigen Biforienfenstern im Obergeschoss mit angebautem zweigeschossigen Zweiflügelbau mit Walmdach und Zierfachwerkobergeschoss sowie Erdgeschoss mit Sandsteingliederungen und rundbogiger Durchfahrt mit Sitznischen. Der romanische Kern stammt aus dem 13. Jahrhundert, das Fachwerk ist bezeichnet 1584, die Durchfahrt bezeichnet 1619. Das Gebäude steht als Baudenkmal unter Denkmalschutz.